# بني سرحان (ذمار)
بني سرحان هي إحدى قرى الجمهورية اليمنية. تتبع جغرافيا لمحافظة ذمار وإداريًا لمديرية جهران. يبلغ تعداد سكانها 1714 نسمة حسب الإحصاء الذي أجري عام 2004.